# 射束
射束（英語：Beam），是一道粒子或能量的流束，較細的射束（beam）也被稱為射線（ray）。

## 射束的種類
- 帶電粒子束（Charged particle beam）
  - 陰極射線（Cathode ray），或稱電子射束（Electron beam）
  - 離子射束（Ion beam）
- 在流體中的光射束（Light beam），使用雷射或同步輻射製出。

## 科幻中的射束
- 荷電粒子炮 （Charged particle Cannon）